# Vauxhall Motors
Vauxhall Motors Limited er en britisk bilproducent med hovedkontor i Coventry og produktionsfaciliteter i Luton og i Ellesmere Port i England. Vauxhall er et datterselskab af det fransk-italiensk-amerikanske konglomerat Stellantis.
Vauxhall er en af de ældste britiske køretøjsfabrikanter i Storbritannien. Virksomheden fremstiller og sælger personbiler, varevogne m.v. under Vauxhall-brandet og solgte tidligere varebiler, busser og lastbiler under mærket Bedford.
Vauxhall blev grundlagt i 1857 af Alexander Wilson som en maskinfabrik. Virksomheden påbegyndte produktion af biler i 1903 og blev i 1925 overtaget af amerikanske General Motors. I 1930 etableredes datterselskabet Bedford Vehicles, der fremstillede lastbiler, busser m.v. Vauxhall fremstillede oprindeligt luksusbiler, men efter GM's overtagelse fokuserede virksomheden på produktion af biler til middelklassen. Vauxhall tabte i 1960'erne markedsandele til British Leyland og GM's ærkerival Ford, hvorfor GM fra omkring 1970 intensiverede Vauxhalls samarbejde med GM's andet europæiske bilmærke Opel. I 1979 opgav GM at sælge Vauxhall i Europa uden for Storbritannien, og Vauxhalls modeller har siden været varianter af Opels modeller.
GM solgte i 2017 Opel og Vauxhall til den franske bilproducent Groupe PSA (Peugeot og Citroën), der i 2021 fusionerede med Fiat Chrysler Automobiles og herefter blev til Stellantis.

## Historie

### Fra grundlæggelsen til 1925
Den skotske marineingeniør Alexander Wilson grundlagde i 1857 virksomheden Alex Wilson and Company i bydelen Vauxhall i London. Virksomheden fremstillede pumper og motorer til maritim brug. Virksomheden blev i 1863 købt af Andrew Betts Brown, der ændrede virksomhedens navn til Vauxhall Iron Works og fremstillede traverskraner. I 1903 begyndte virksomheden af fremstille biler; den første model var en en-cylindret model med en styrepind og fem hestekræfter.
For at kunne udvide produktionen af biler flyttede virksomheden størstedelen af sin produktion fra Vauxhall til Luton i 1905. Virksomheden ændrede i 1907 sit navn til 'Vauxhall Motors'. I de første år havde virksomheden succes med sine modeller i forskellige bilvæddeløb, hvor dets modeller og motorer var hurtige og pålidelige. Vauxhalls modeller var sportslige og i den dyre ende af markedet. En af de tidligere succesrige modeller fra 1910'erne var Vauxhall A-type, der blev masseproduceret fra 1908 til udbruddet af 1. verdenskrig. En anden succesfuld model var Vauxhall D-type med 25 hk, der fra 1912 til 1922 blev produceret i stort antal, bl.a. hjulpet af, at modellen blev brugt af den britiske hær.
Efter afslutningen af 1. verdenskrig fortsatte Vauxhall produktionen af D-typen og af Vauxhall E-type, men Vauxhalls forholdsvis dyre og luksuriøse modeller var svære at sælge i det økonomisk vanskelige situation efter krigen, og virksomheden havde vanskeligt ved at tjene penge og måtte se sig om efter en strategisk partner.

### 1925 til 1945
Den 16. november 1925 blev Vauxhall købt af General Motors Corporation for 2,5 million US$. På tidspunktet for købet var Vauxhall i en vanskelig økonomisk situation og en produktion på blot 17 biler om ugen. General Motors ændrede selskabets fokus og image fra at producere biler til det øvre marked til at producere simplere biler til middelklassen, ligesom GM tilførte Vauxhall viden om moderne masseproduktion. I 1930 introducerede Vauxhall en billig to-liters Vauxhall Cadet med Storbritanniens første synkroniserede gearkasse til massemarkedet og senere samme år etableredes datterselskabet Bedford Vehicles, der introducerede en lastbil baseret på en Cheveolet-model.
Introduktionen af Vauxhall Cadet, der gav køberne en moderne bil med højt udstyrsniveau for rimelige penge gav Vauxhall succes, der i 1933 blev fuldt op med introduktionen af en ny model, Vauxhall Light 6, der med 26.000 solgte eksemplarer det første år blev den største succes for Vauxhall indtil da. Fabrikken i Luton arbejdede i treholdsskift for at kunne følge med efterspørgslen, og Vauxhall var nu en af de førende producenter på det britiske marked. GM's strategi med at levere små og mellemstore biler med den nyeste teknologi til en billig pris fortsatte, og i 1937 introducerede Vauxhall den første britisk masseproducerede sedan med selvbærende karrosseri, Vauxhall 10-4. Vauxhall 10-4 var teknologisk avanceret i forhold til konkurrenterne og blev solgt til samme pris. Modellen blev markedsført som "The £1 Million Motor Car" for at understrege bilens udviklingsomkostninger, og modellen blev anset som en af verdens bedste små biler. Der var stor efterspørgsel efter modellen, og allerede seks måneder efter introduktionen havde Vauxhall solgt 10.000 eksemplarer af bilen. Vauxhall videreudviklede 10-4 til 12-4 og 14-6, der også blev taget godt imod, men udbruddet af 2. verdenskrig medførte at salget af personbiler styrtdykkede.
Produktionen af nye personbiler ophørte i maj 1940, således at fabrikken i Luton i stedet kunne fremstille den nye britiske kampvogn, Churchilltanken, samt lastbiler til militæret. Fabrikken i Luton blev udsat for et tysk bombeangreb i august 1940, men genoptog hurtigt produktionen. I alt fremstillede Vauxhall mere end 7.300 Churchilltanks og 250.000 lastbiler på fabrikken i Luton og på fabrikken i Bedford, der åbnede i 1942.

### 1945 til 1970
Vauxhall var en af de første engelske køretøjsproducenter, der omstillede sig til civil produktion efter krigen, primært fordi det var nemt at omstille produktionen af militære Bedford-lastbiler til civile køretøjer. De første lastbiler til civil brug blev fremstillet få dage før krigens afslutning i august 1945, og personbilproduktionen blev genoptaget i september samme år. De første modeller var stort set identiske med de tre modeller, der lige var introduceret ved krigsudbruddet i 1939, 10-4, 12-4 og 14-6, der i stedet blev kaldt Vauxhall Ten, Twelve og Fourteen. Den britiske regering forlangte, at mindst 75% af produktionen skulle eksporteres, så kun få af disse modeller blev solgt i Storbritannien. I 1948 introducerede Vauxhall nye modeller baseret på før-krigsmodellerne. Den britiske regering havde ændret skattereglerne, således at bilafgifterne ikke længere var afhængig af motorstørrelse, hvorfor der ikke længere var behov for at sætte forskellige størrelse motor i samme bil, og de opgraderede modeller blev derfor alene baseret på Vauxhall 10-4/Vauxhall Ten. De "nye" modeller fik et mere moderne udseende inspireret af GM's Chevrolet Fleetline fra samme år, blot en del mindre. De nye modeller blev kaldt Vauxhall Wyvern og Vauxhall Velox. Selvom modellerne var små og var baseret på modeller fra før krigen, var de stadig konkurrencedygtige overfor konkurrenterne som Morris Minor og Austins A40 Devon og Fords større V8 Ford Pilot.
Den første rigtig nye model efter krigen var E-Type, der blev introduceret i 1951. E-typen blev fremstillet i to modeller; den fircylindrede Wyvern EIX og den sekscylindrede Velox LIP/LBP. Modellerne var designet i Luton med inspiration fra den amerikanske tradition i Detroit, særlig Chevrolets 1951-modeller. Bilerne var større end tidligere, men med samme motorprogram udviklet i 1937, hvilket gjorde motorerne underdimensionerede til de større og tungere modeller. I løbet af 1952 blev motorerne udskiftet med tidssvarende og kraftigere motorer, og Vauxhalls E-type modeller var nu konkurrencedygtige i mellemklassesegmentet i Storbritannien med biler som Fords Consul og Zephyr og den aldrende Hillman Minx. I 1953 fremstillede Vauxhall årligt 110.000 E-Type-modeller i Luton, hvoraf ca. halvdelen eksporteredes, primært til de tidligere kolonier, der fortsat havde lave toldsatser for britiske produkter.
Efter genoptagelsen af produktionen af personbiler efter krigen havde den begrænsende faktor for Vauxhall været produktionskapaciteten, hvilket førte til lange ventelister for kunderne. Fabrikken i Luton var blevet udbygget og moderniseret i begyndelsen af 1950'erne, men fremstillingen af karosserierne var en flaskehals. I 1954 godkendte GM, at Vauxhall benyttede et nyt karosseri-design i to komponenter mod tidligere ét, og foretog den nødvendige investering i produktionsanlægget, således at produktionen kunne øges. Den nye model, den mindre F-Type Victor blev offentliggjort i 1957. Victor var en helt ny konstruktion med 1,5 liters motor og med et design kraftigt inspireret af GM's 1955 Chevrolet Bel Air med halefinner, krumme for- og bagruder og forkromede kofangere. Samme år introduceredes den nye P-Type Velox/Cresta model, ligeledes med design inspireret af Detroits modeller.
Begge modeller blev salgssuccesser. Victor blev den indtil da bedst sælgende britiske bilmodel og var ved slutningen af 50'erne den mest eksporterede britiske bil. Der blev bygget næsten 400.000 eksemplarer af Victor på fabrikken i Luton mellem 1957 og 1961. Der blev fremstillet mere end 180.000 P-type modeller, hvoraf mere end 100.000 blev eksporteret. Både Victor og P-type Velox/Cresta blev kritiseret i Storbritannien for det amerikanske design, og en opgradering af modellerne i 1959 fjernede de mest ekstreme amerikanske designelementer. Begge modeller fik også ry for at ruste hurtigt (og meget), herunder i de bærende konstruktioner. Særlig F-Type Victor havde rustproblemer som følge af en kombination af tynde stålkonstruktioner for at reducere vægten og "fugtfælder" i karosseriet.
En ny Vauxhall fabrik blev åbnet i 1962 i Ellesmere Port i Cheshire. Fabrikken skulle oprindeligt fremstille komponenter til fabrikken i Luton, men fra 1964 blev der fremstillet personbiler også i Ellesmore Port.
GM ønskede en tættere samarbejde mellem sine to europæiske mærker, Vauxhall og Opel, og iværksatte i begyndelsen af 1960'erne et projekt om udvikling af en "fælles" lille familiebil for de to datterselskaber. Projektet førte til udviklingen af Opel Kadett A (introduceret i 1962) og Vauxhall Viva, introduceret i 1963. Bilen skulle konkurrere mod bl.a. Fords Anglia. Selvom Opels og Vauxhalls modeller blev udviklet i samme projekt og havde visuelle ligheder, var de ikke søstermodeller, da Opels version benyttede metersystemet og Vauxhalls version de britiske måleenheder, hvorfor der kun var ganske få dele i bilerne, der var identiske.
Op igennem 1960'erne fik Vauxhalls modeller ry for at ruste, og selvom der blev gjort en indsats for at reducere rust, led mærket under det dårlige ry op til begyndelsen af 1980'erne.
I slutningen af 1960'erne solgte de mest populære Vauxhallmodeller, herunder Viva og den større Victor mere end 100.000 eksemplarer årligt.

### 1970 to 1990
I 1970 introducerede Vauxhall en ny udgave af den populære Viva, HC Viva. Den nye udgave blev en succes for Vauxhall, og bilen var frem til 1976 blandt de ti mest solgte biler i Storbritannien. Produktionen af Viva ophørte i 1979. Vauxhalls øvrige modeller havde imidlertid vanskeligt i konkurrencen. Vauxhall Victor tabte i begyndelsen af 1970'erne markedsandele i et marked, hvor særlig GM's ærkerival, Ford, stod stærkt med Ford Cortina, og Vauxhall var også under pres fra Chryslers modeller (bl.a. Hillmann Avenger og Chrysler Sunbeam).
I 1975 introducerede Vauxhall to nye modeller: Chevette, en lille tre-dørs hatchback baseret på Opel Kadett C, og Vauxhall Cavalier, en firedørs sedan baseret på Opels anden generation af Opel Ascona. Cavalier skulle tage konkurrencen op mod den særdeles populære Ford Cortina. Begge modeller opnåede fornuftige salgstal. Introduktionen af Chevete og Cavalier markerede, at GM i Europa fra nu af primært satsede på modeller udviklet og designet af Opel. Opel var succesfuld og solgte 925.000 biler om året mod Vauxhalls 143.600. Den britiske bilindustri, der i 1950'erne havde været den største i Europa, viste sig fra midten af 1960'erne sårbar overfor særlig den tyske, og senere japanske, bilindustri og oplevede en væsentlig tilbagegang; en tilbagegang, der også ramte Vauxhall. Også Storbritanniens optagelse i EF i 1973 indebar, at det for GM ikke var rentabelt at opretholde to bilmærker med forskellige modeller i Europa. De britiske Vauxhall modeller, Victor og Ventora, introduceret i 1972 blev de sidste rent britiske modeller og efter Chevette og Cavalier var alle Vauxhalls modeller identiske med Opels modeller, bortset fra mindre detaljer i designet. Vauxhall beholdt dog produktionen af biler på de to fabrikker i Luton og Ellesmere Port og de fleste biler under Vauxhall mærket bygges fortsat i England.
Introduktionen af Opel-baserede Vauxhall-biler medførte en betydelig forbedring af både design og kvalitet i Vauxhalls biler, der nu kunne tage konkurrencen op mod ærkerivalen Ford. Ved slutningen af 1970'erne havde Vauxhall genvundet markedsandele og fik overhalet Talbot (Hillmann og Sunbeam m.v.) og Chrysler, og nærmede sig konkurrenterne fra Ford og British Leyland. Vauxhall introducerede med succes i 1978 Vauxhall Carlton, en bil baseret på Opel Rekord E-serie. Omkring dette tidspunkt besluttede GM at stoppe salget af Vauxhall udenfor Storbritannien og i stedet sælge sine biler i Europa under Opel-mærket. Vauxhalls eksport udgjorde imidlertid alene 12.900 biler i 1978. Udover Vauxhalls bygget i England blev der også bygget Vauxhalls på Opels fabrikker til det britiske marked; der blev imidlertid ikke bygget Opel på Vauxhalls fabrikker.
I 1980 blev introduceret Vauxhall Astra, der var baseret på Opel Kadett D, og som afløste den aldrende Viva. I 1981 sendtes en ny udgave af Vauxhall Cavalier (Mk II) på gaden; en bil identisk med Opel Ascona C. Cavalier Mk II blev bygget i Luton og blev en salgssucces med over 130.000 biller bygget i 1984. Den blev Storbritanniens næstmest sælgende bil i 1984 og 1985 og konkurrerede med Ford Sierra om toppladsen i det større familiebiler.
I 1983 introduceredes modellen Nova, bygget i Spanien baseret på Opel Corsa. Opel-modellerne revitaliserede Vauxhall og mærket overhalede i Storbritannien Austin (British Leyland) som det næststørste britiske mærke. Vauxhall Astra Mk2/Opel Kadett blev i 1985 kåret til Årets Bil i Europa. I januar 1986 introducerede Vauxhall en udgave af Opel Kadett E under navnet Vauxhall Belmont, der imidlertid ikke opnåede den ventede succes. Vauxhall introducerede tillige en udgave af Opel Omega under navnet Vauxhall Carlton, en bil der blev valgt til Årets Bil i Europa i 1987. I 1988 introduceredes Opel Vectra under Vauxhall-mærket som Cavalier (Mk III) og i 1989 introduceres coupéen Calibra.

### 1990 til 2017
I 1991 flyttede Vauxhall sit hovedkontor til Griffin House, der tidligere havde huset virksomhedens designafdeling.
Vauxhall fortsatte med at sælge GM's Opel-modeller i Storbritannien. I 1993 var Vauxhall Cavalier atter den mest populære britiske familiebil og tredje generation af Astra-modellen halede ind på Fords populære Ford Escort, og Nova modellen blev afløst af en nyere generation af Opels Corsa, der nu blev solgt som Vauxhall Corsa. I 1994 ophørte GM produktion af varevogne og lastbiler fra Bedford som følge af svigtende økonomi i datterselskabet. I stedet blev i et samarbejde med Isuzu bygget licens-udgave af Isuzus og Suzukis varevogne. Varevognene blev fremstillet af selskabet IBC (Isuzu-Bedford Commercials) og solgt under Vauxhall-mærket. I 1995 opgav Vauxhall navnet Cavalier, og Vauxhalls udgaver af Opels modeller blev herefter solgt under de samme mærker som Opel. 
I slutningen af 1990'erne blev Vauxhalls produkter kritiseret for lav kundetilfredshed og for at være kedelige, bl.a. blev Vauxhall Vectra (Opel Vectra) i 1998 i en brugerundersøgelse afholdt af tv-programmet Top Gear dømt til at være den mindst tilfredsstillende bil at eje i Storbritannien; et resultat der blev gentaget næste år. Vauxhalls modeller blev også kritiseret for kvalitetsproblemer, men kritikken ændrede ikke ved, at mærket solgte godt, og at Vauxhall i 1999 aldrig havde været tættere på at sælge flere biler end ærkerivalen Ford, ligesom Vectraen i perioder solgte mere end Ford Mondeo.
I december 2000 oplyste Vauxhall, at produktionen af personbiler på fabrikken i Luton ville ophøre i 2002. Produktionen af licensbyggede varebiler i IBC fortsatte i Luton, der fremstillede varebiler på licens under mærkerne Vauxhall, Opel, Renault og Nissan. År 2002 var et af de bedste år for Vauxhall i Storbritannien, hvor særlig Corsa og Astra solgte godt. De følgende år blev ligeledes solgt mange Corsa og Astra, ligesom MPV'en Zafira var populær.
I april 2008 skiftede Vauxhall Motors Limited navn til General Motors UK Limited, men bilerne blev fortsat solgt under mærket Vauxhall.
General Motors havde imidlertid store økonomiske problemer efter finanskrisen i 2007/08 og måtte den 1. juni 2009 gå i konkursretlig rekonstruktion. Som led i rekonstruktionsplanen skulle Opel og Vauxhall sælges. Den tyske regering arbejdede imidlertid for at holde de europæiske dele ude af rekonstruktionen. Der blev i september 2009 indgået en aftale med det canadiske Magna International om overdragelse af Opel/Vauxhall, men i sidste øjeblik afviste GM's bestyrelse handlen med den begrundelse, at Opel/Vauxhall var afgørende for GM's globale strategi.

### 2010 til 2016
I 2010 introduceres varevognen Vauxhall Movano (baseret på Renault Master) og en ny udgave af Meriva og året efter introduceredes en elbil, Ampera E-Rev og nye modeller af Corsa og Zafira. I 2012 blev bybilen Vauxhall Adams præsenteret ved Paris Motor Show og en ny Vauxhall Mokka SUV ved Geneva Motor Show. Samme år annoncerede GM planer om at flytte produktion fra Kontinentaleuropa til Storbritannien og investere 125 millioner pund i fabrikken i Ellesmere Port og yderligere 1 milliard pund i komponentproducenter.

### 2017 – i dag
Efter at have været ejet af General Motors i 92 år blev det den 6. marts 2017 offentliggjort, at General Motors havde indgået aftale med franske Groupe PSA om overdragelse af Vauxhall og Opel til PSA for en pris af 2,2 mia. euro. I forberedelse af salget blev Vauxhall-selskaberne og aktiverne overdraget fra GM til datterselskabet Adam Opel GmbH i Rüsselsheim og herefter til datterselskabet Opel Automobile GmbH, der herefter blev solgt til Peugeot S.A. den 1. august 2017. Navnet på det britiske Vauxhall selskab blev den 18. september 2017 ændret tilbage fra General Motors UK Limited som GM havde omdøbt selskabet til i 2008.
Den 7. maj 2019 flyttede Vauxhall fra sit hovedkontor i Griffin House i Luton til Chalton House i Chalton i Lutons nordlige forstæder.
Den 16. januar 2021 fusionerede Groupe PSA med Fiat Chrysler Automobiles og dannede herefter Stellantis.

## Nuværende modelprogram (2023)
Vauxhalls modelprogram pr. 2023 består af Stellantis-modeller, der i Storbritannien sælges under Vauxhall-mærket. 
| Model                                                                                       | Billede                                 | Klasse                   | Type                                 |
| ------------------------------------------------------------------------------------------- | --------------------------------------- | ------------------------ | ------------------------------------ |
| Astra (En Opel Astra) (Fra 1980 til 1991 en udgave af Opel Kadett) (Produktion: 1980–i dag) | 2022_Vauxhall_Astra_GS-Line_1.2_(Front) | Lille familiebil         | - Hatchback - Sports Tourer (Estate) |
| Corsa (En Opel Corsa) (Produktion: 1993–i dag)                                              |                                         | Supermini                | - Hatchback                          |
| Mokka (En Opel Mokka) (Produktion: 2012–i dag)                                              |                                         | Subcompact crossover SUV | - Crossover SUV                      |
| Crossland (En Opel Crossland) (Produktion: 2017–i dag)                                      |                                         | Subcompact crossover SUV | - Crossover SUV                      |
| Grandland (En Opel Grandland) (Produktion: 2017–i dag)                                      |                                         | Compact crossover SUV    | - Crossover SUV                      |
| Combo Life (En Peugeot Rifter/Citroën Berlingo) (Produktion: 2018–i dag)                    |                                         | MPV                      | - MPV                                |
| Vivaro Life (En Peugeot Traveller/Citroën SpaceTourer) (Produktion: 2019–i dag)             |                                         | MPV                      | - MPV                                |

## Galleri
- A-Type open tourer
- 14–40 Open tourer
- 20–60 saloon 1930
- Big Six limousine 1936
- Velox 4-door Saloon 1948
- Velox 4-door Saloon 1955
- Cresta 4-door Saloon 1962
- Velox 4-door Saloon 1963
- En Bedford CA varevogn